# Virus ošpic
Virus ošpic (MV), (znanstveno ime Morbillivirus hominis, tudi virus morbilov, okrajšava MeV) je RNK virus z enoverižnim, nesegmentiranim in negativno usmerjenim genomom. Prihaja iz rodu Morbilivirus in družine Paramyxoviridea. Edini gostitelji virusa ošpic so ljudje, medtem ko drugi člani rodu Morbillivirus prizadenejo različne sesalce, na primer virus goveje kuge prizadene govedo in virus pasje kuge prizadene pse. Virus ošpic pri ljudeh povzroča ošpice in razne okužbe osrednjega živčevja. 
Kljub dosegljivosti cepiva je virus v svetovnem merilu še vedno odgovoren za 5% smrtnih primerov pri otrocih, mlajših od 5 let.

## Bolezen
Ošpice so zelo nalezljiva virusna bolezen, ki se prenaša z aerosoli. Ocenjuje se, da bo okuženih 90 % dovzetnih oseb, ki pridejo v stik z okuženo osebo. Ošpice so najpogosteje bolezen otrok, največ smrti pa je pri otrocih, mlajših od 5 let.

## Zgradba
Virus ošpic je virus z ovojnico z genomom v obliki negativno usmerjene enojnoverižne RNK. Virusi ošpic so pod elektronskim mikroskopom vidni kot pleomorfne sfere, katerih premer obsega od 100 do 250 nm. Genom, ki je velik 16 kb, vsebuje zapis za šest strukturnih proteinov, ki imajo črkovna imena: F (fuzijski protein), H (hemaglutinin), M (matriksni protein), N (nukleoprotein), P (fosofoprotein) in L (large protein). Od teh proteinov ima H vlogo pri vezavi virusa na gostitelja celic, medtem F sodeluje pri širjenju virusa iz ene celice v drugo. Ovojnica virusa ošpic vsebuje plaščne proteine hemaglutinin (protein H), fuzijski protein (protein F) in matriksni protein (protein M). Virus vstopi v celico s pomočjo celičnih receptorjev CD46 in CD150. S cepivom inducirana protitelesa se vežejo na plaščne proteine, zlasti hemaglutinin.

## Evolucija
Glede na sorodnost z virusom kravje kuge in druge dokaze velja domneva, da se je virus pojavil v okolju, kjer so ljudje in govedo sobivali v tesnem stiku. Virus ošpic naj bi se pojavil po začetku ukvarjanja z živinorejo pri zgodnjih civilizacijah na Bližnjem vzhodu. Virus ošpic je antigensko soroden z nekaterimi virusi domačih živali. Najsorodnejši je virus kravje kuge, ki povzroča bolezen pri govedu.

## Genotipi
Svetovna zdravstvena organizacija trenutno loči med 8 genotipi virusov ošpic (A–H). Podtipe virusov ošpic se označujejo s številkami: A1, D2 itd. Doslej so prepoznali 23 različnih podtipov virusa. 
Razširjenost genotipov se zemljepisno razlikuje; sevi D so najpogostejši v Evropi, Bližnjem vzhodu, Indiji in na Japonskem, sevi B v Afriki, sevi H na Kitajskem. Tip C se pojavlja v Severni Ameriki in južni Evropi. Za nekatere podtipe virusa kaže, da so bili iztrebljeni (D1, E, F, G1), saj že številna leta teh virusov niso uspeli osamiti. Virusni sevi v cepivih spadajo v genotip A.

## Izguba raznolikosti protiteles po okužbi z ošpicami
Nizozemska študija je leta 2013 preverjala učinke virusa ošpic na imunski sistem. Krvno plazmo so odvzeli v skupnosti z nizko stopnjo precepljenosti proti ošpicam. Odvzem plazme so naredili pred in po laboratorijsko potrjeni okužbi z virusom ošpic. V študiji so testirali prisotnost protiteles proti 400 različnim virusom in tudi nekaterim bakterijskim proteinom.
Rezultati so pokazali, da je v poprečju prišlo do 20% znižanja sposobnosti prepoznave patogenov pri ljudeh, ki so bili okuženi z ošpicami. Osebe, ki so imele hujši potek bolezni so imele tudi večjo izgubljeno diverziteto protiteles proti drugim patogenom. Imunski sistem okuženih z virusom ošpic se je specializiral za obrambo proti virusu ošpic. Izguba diverzitete protiteles po ošpicah, pripelje do večje možnosti za razvoj sekundarnih okužb po prebolelih ošpicah. Ta fenomen so raziskovalci poimenovali imunska amnezija.

## Zgodovina
Prvi podroben opis, ki razlikuje črne koze od ošpic, je dal Rhazes (860–932), ki je bil glavni zdravnik v bolnišnici v Bagdadu. Opis najdemo v njegovi knjigi al-Judari wa al-Hasbah, objavljeni leta 910.
V srednjem veku je bila bolezen splošno sprejeta ter razširjena v Evropi, južni in vzhodni Aziji, Indiji in na Kitajskem. V Angliji in na Škotskem so v 17. stoletju poročali o epidemijah ošpic. To je bilo povod za Thomasa Sydenhama (1624–1690), da je naredil sodoben opis bolezni. Izraz ošpice je skoval iz srednjeveške angleščine mesles in latinske misella.
Ena od bolj znanih epidemij ošpic je leta 1875 prizadela otoke Fidži. V treh mesecih je zaradi okužbe z ošpicami umrlo kar četrtino fidžijskega prebivalstva. 
V zadnjih nekaj desetletjih je Svetovna zdravstvena organizacija (WHO) uvedla več programov, da bi obvladali in odpravili ošpice. Kljub velikim naporom izločitve ošpic ni bilo mogoče doseči niti v Evropi in vzhodnem Sredozemlju. Čeprav sam klinični potek ošpic pogosto ni usoden, ima visoko smrtnost pri populacijah, ki niso bile izpostavljene virusu, in pri podhranjenih otrocih, ki živijo v državah v razvoju.
Virus ošpic sta leta 1954 v laboratoriju prvič uspešno izolirala John Enders in Thomas Peebles.